# Růžencová slavnost
Růžencová slavnost (Rosenkranzfest) je jedno z nejvzácnějších děl ve sbírkách Národní galerie zobrazující scénu shromáždění společenství spojeného modlitbou růžence. Autorem je Albrecht Dürer.

## Deska
Na vznik díla měl velký vliv první autorův pobyt v Benátkách (pravidla vědecké perspektivy a znalosti anatomie, nejvyšší hodnotou je dosažení harmonie a krásy, jejímž vzorem je antické umění). Dílo vzniklo za autorova druhého pobytu v Itálii v letech 1505–1507.
Zakázku zadali představitelé početné německé komunity: bankéř Fugger (v jeho paláci umělec bydlel) a Anton Kolb. Za velký oltářní obraz nabízeli malíři 110 rýnských florénů. Malíř se do díla pustil (také z finančních důvodů), přestože jeho práce byla ve městě považována za „slabší v barvě“. Byl považován za vynikajícího kreslíře, ale slabšího malíře.

### Popis motivu
Ústředním motivem obrazu je na trůně sedící Panna Maria s Ježíškem na klíně. Nad hlavou jí drží dva vznášející se andílci královskou korunu, třetí jí sedí u nohou a hraje na loutnu (anděla si autor „vypůjčil“ z Belliniho obrazů, aby tak složil hold velkému benátskému malíři). 
Po obou stranách trůnu se jí koří dvě klečící mužské postavy. Po pravé straně mladý císař Maxmilián I., za nímž stojí světské osobnosti německé komunity v Benátkách. Po levé straně papež Julius II., za nímž stojí církevní hodnostáři. Všechny postavy na obraze jsou korunovány růženci. Císaře Maxmiliána I. korunuje růžencem Panna Maria, papeže Julia II. korunuje růžencem Ježíšek. Ostatní postavy na obraze korunují růženci poletující andílci a po levé straně trůnu stojící svatý Dominik, původce růžencové pobožnosti. Na pozadí obrazu vpravo umístil Dürer svou vlastní postavu a postavu svého přítele Pirkheimera. Albrecht Dürer drží v ruce listinu s nápisem: Exegit quinque mestri spatio Albertus Durer Germanus MDVI a monogramem.
Růžencová slavnost je přelomové dílo – ukazuje, že německé malířství je schopno dosáhnout kvalit italského klasického malířství. Vzniká dílo harmonické, díky němuž německé gotické umění vstupuje do období renesance.

### Historie díla v Čechách
Do Čech se obraz dostal sto let po svém vzniku, kdy jej zakoupil císař Rudolf II. Deska byla zabalena do koberců a čtyři muži ji nesli pěšky přes Alpy. 
V roce 1793 rozšířil sbírky Strahovského kláštera deskovou malbou Růžencová slavnost od Albrechta Dürera opat V. Mayer, který ji značně poškozenou získal od dvorního rady a vrchního poštovního inspektora Ignatze Georga Fillbauma. Od té doby se Dürerovo dílo nacházelo v majetku kláštera. Strahovský klášter Dürerovo dílo propůjčil v roce 1885 k výstavě v novém Rudolfinu.
Po vystěhování Rudolfina byla Růžencová slavnost uložena ve strahovském letním refektáři, nad kterým se nacházela v letech 1920–1928 obrazárna Společnosti vlasteneckých přátel umění. O prodeji obrazu státu se započalo jednat už v roce 1928, kdy byl obraz ohodnocen částkou vyšší než 15 miliónů československých korun. Část ceny proto stát premonstrátům zaplatil v pozemcích a ve velkostatcích. Ještě v roce 1928 zapůjčil Strahovský klášter deskovou malbu Růžencová slavnost do Norimberku, kde probíhala retrospektivní výstava celoživotního díla Albrechta Dürera.
Od poloviny třicátých let začal probíhat výměna mezi státem a klášterem, přičemž v roce 1934 se stala Růžencová slavnost majetkem nového československého státu. Ten ji předal do obrazárny Společnosti vlasteneckých přátel umění, jejímž předsedou byl tehdy strahovský opat Method Zavoral. Československý stát část odhadnuté částky klášteru zaplatil pozemky v Kynžvartu, které během pozemkové reformy zabavil rodině Metternichů (Kynžvart a Plasy kolem 20 000 ha).
Získané klášterní pozemky bývalého panství Metternichů v Kynžvartu se v roce 1938 staly součástí odstoupeného pohraničí. Československý stát přestal premonstrátům také splácet sjednané splátky. Obrazy se z bezpečnostních důvodů vrátily do kláštera krátce po vzniku protektorátu, kdy tam byla ukryta část sbírek Českomoravské zemské galerie (nyní Národní galerie v Praze).
V rámci StB „Akce VK“ v roce 1950 byli řeholníci Strahovského kláštera internováni a obrazy převezeny do Národní galerie, depozitářů Národní kulturní komise a část předána Charitě. Po roce 1990 se v rámci restitucí vrátila část sbírek na Strahov.
Premonstráti o se snažili v rámci restitucí získat Růžencovou slavnost zpět, ale u soudu neuspěli. Následně požadovali navrácení svých pozemků (Causa Kynžvart). Růžencová slavnost zůstala v majetku Národní galerie, která ji vystavuje ve Šternberském paláci na Hradčanském náměstí v Praze.

## Technické parametry díla
Rozměr obrazu: 162 × 192 cm, olejomalba na dřevěné desce.

## Restaurace
Toto dílo muselo být kvůli značnému poškození několikrát zrestaurováno, přičemž rozsah přemaleb byl značný, jak vyplývá i ze srovnání se starými kopiemi díla. Za zvláště necitlivou je považována oprava průměrným malířem Johannem Grussem v letech 1839–1841. Při rekonstrukci rozpadajícího se obrazu se neřídil existujícími kopiemi, je proto zčásti považována za domalbu 19. století a Grussova práce za částečné poškození původní malby.
Dílu byla u příležitosti pětistého výročí vzniku věnována výstava Národní galerie ve Valdštejnské jízdárně, která se zabývala podrobně i jeho osudy. Od listopadu 2019 je Růžencová slavnost součástí expozice Staří mistři ve Schwarzenberském paláci.